# Ondonga (Clan)
Die Ondonga sind ein Clan der Ovambo in den Vier O-Regionen im Norden Namibias. Sie bilden eine Traditionelle Verwaltung und sprechen Ndonga.
Traditionell sind die Ondonga unzertrennbar mit ihrer Umwelt verbunden. Besondere Bäume und auch Oshanas bilden ein besonderes Zentrum ihrer Kultur, insbesondere wenn dort traditionelle Führer ihres Clans begraben liegen.

## König
Den Ondonga steht ein König, der Omukwaniilwa vor. Seit dem 14. April 2019 hat Fillemon Shuumbwa Nangolo das Amt inne. Die Ondonga haben ihren Sitz im jeweiligen Homestead des Königs, seit April 2019 Onambango unweit von Ondangwa. Ende Februar 2020 wurde angekündigt, dass Onambango für alle zukünftigen Könige einen Palast erhalten soll.
Der Thronfolger ist gemäß der Ondonga-Tradition stets der nächstälteste Bruder des Königs und in Abwesenheit eines solchen der älteste Neffe, d. h. der älteste Sohn der Schwester. Der königliche Status des Vaters ist nicht vererbbar. Ausschlaggebend ist die mütterliche Linie. Die Söhne des Königs nehmen keinen Platz in der Thronfolge ein.